# Ruth Pfau
Ruth Katharina Martha Pfau (Leipzig, 9 de setembro de 1929 - Carachi, 10 de agosto de 2017) foi uma médica e freira alemã, membro da Sociedade das Filhas do Coração de Maria, e ativista dos direitos humanos no Paquistão.

## Biografia
Depois da Segunda Guerra Mundial, quando os russos ocuparam o leste da Alemanha, Ruth fugiu com a família para a recém-formada Alemanha Ocidental. Em Mogúncia, 1949, passou a estudar medicina.

Em 1962, dirigiu-se à Índia depois de unir-se a uma ordem religiosa (Ordem das Filhas do Coração de Maria), mas devido a problemas de visto ficou no Paquistão. Em Karachi, depois de uma visita à colônia de leprosos McLeod Road, decidiu dedicar sua vida a cuidar daqueles doentes. A freira passou a viver no Paquistão e recolheu centenas de crianças leprosas que viviam fechadas em caves e cubículos pelos pais em pânico com a possibilidade de contágio.

Deus formação e médicos paquistaneses, fez campanhas de recolha de fundos e criou o Centro para Leprosos Maria Adelaide, que tem uma delegação em cada província paquistanesa.

Escreveu 4 livros, e pelo seu trabalho, recebeu vários prêmios de reconhecimento.

Faleceu de causas naturais no dia 9 de Agosto de 2017, tendo sido sepultada no cemitério cristão de Carachi.